# دميترو مارشينكو
دميتري أوليكساندروفيتش مارشينكو (بالأوكرانية: Дмитро Олександрович Марченко؛ من مواليد 1978) هو لواء أوكراني متقاعد في القوات المسلحة الأوكرانية، خدم في الحرب الروسية الأوكرانية، وبرز بعد الغزو الروسي لأوكرانيا عام 2022.